# Azzana
Azzana es una comuna francesa del departamento de Córcega del Sur, en la colectividad territorial de Córcega.

## Historia
La comuna de Rezza fue constituida en 1823 con parte de Azzana.

## Demografía[1]
| abs. | 318 | 379 | 498 | 298 | 268 | 304 | 350 | 361 | 379 | 380 | 368 | 342 | 473 | 466 | 502 | 505 | 510 | 504 | 382 | 308 | 291 | 348 | 251 | 150 | 205 | 200 | 193 | 149 | 81 | 54 | 56 | 53 | 44 |
| Para los censos de 1962 a 1999 la población legal corresponde a la población sin duplicidades (Fuente: INSEE [Consultar]) |     |     |     |     |     |     |     |     |     |     |     |     |     |     |     |     |     |     |     |     |     |     |     |     |     |     |     |     |    |    |    |    |    |